# Sepullia sankisiensis
Sepullia sankisiensis är en insektsart som beskrevs av Victor Lallemand 1920. Sepullia sankisiensis ingår i släktet Sepullia och familjen spottstritar. Inga underarter finns listade i Catalogue of Life.